# توری، ان
توری (به فرانسه: Thoiry ; تلفظ فرانسوی: [twaʁi]) یک کمون در بخش ان در شرق فرانسه است.
این دهکده کوچک، صحنه ملاقات بین آریستید بریاند فرانسوی و گوستاو استراسمن آلمانی در سپتامبر ۱۹۲۶ بود. در این دیدار، دو طرف دربارهٔ پیشنهادهایی برای حل و فصل نهایی دعاوی مختلف از جنگ جهانی اول، و علاقه مشترکشان به ایده‌های امروزی پان‌اروپایی بحث کردند. با این حال، در نهایت، این دیدار به یک فرصت از دست رفته در راه یکپارچگی اروپایی تبدیل شد، زیرا هیچ‌یک از دولتمردان نمی‌توانستند نظر کشور مطبوع خود را در مورد این موضوعات با خود همراه کنند.
مرتفع‌ترین قله در کوه‌های ژورا، کرت د لا نیژ، در این کمون واقع شده‌است.
توری ۲۸٫۹۳ کیلومتر مربع مساحت دارد.